# アンドレ・マッソン
アンドレ＝エメ＝ルネ・マッソン(André-Aimé-René Masson, 1896年1月4日 - 1987年10月28日)は、フランスの画家である。アンドレ・マッソン、あるいは単にマッソンと表記される。シュルレアリスム運動に参加した画家の一人。

## 略歴
フランスのオワーズ県南部にある Balagny-sur-Thérain に生まれ、ベルギーで育った。そのため、パリとブリュッセルで美術の教育を受けた。第一次世界大戦で兵士として参加し、重傷を負った。
マッソンの初期の作品には、キュビスムの影響が見て取れる。のちにマッソンは、交友のあったミシェル・レリスらとシュルレアリスム運動に参加し、オートマティスムの手法などを取り入れた作品を制作した（レリスは『アンドレ・マソン』という詩を発表している）。マッソンは時々、自らにストレスを課した状態(空腹、不眠状態など)で作品を手がけたが、そのような状態に自らをおくことで、理性などから解放され、より無意識的な意志を表現できると考えたためである。彼はパリのスタジオの隣人だったアントナン・アルトー、ジョアン・ミロ、ジョルジュ・バタイユらと無意識状態の実験をおこなった。
1926年頃から、マッソンは作品に砂を取り入れ、図形を主体にした作品を制作するようになった。しかし1920年代の終わりごろにはシュルレアリスム運動を離れ、より画面構成を重視するスタイルをとり始め、作品のテーマにも暴力的なものやエロティックなものが取り入れられた。また、スペイン内戦に触発された作品も多く残している。
1940年代に第二次世界大戦が本格化すると、ナチス・ドイツの影響下にあったヴィシー政権のもとで、マッソンの作品は退廃芸術と見なされ、非難の対象となった。しかしマルセイユのヴァリアン・フライの援助により、マッソンはマルティニークからアメリカに渡り、ナチスの迫害から逃れることが出来た。しかし渡航先のニューヨークでは、マッソンが持ち込んだ自身のエロティックな絵画が税関当局によって発見された。それらはポルノグラフィと見なされたため、当局によって作者の前で引き裂かれた。
マッソンはコネチカット州のニュープレストンに住み、そこでジャクソン・ポロックなどの抽象表現主義の作品に触れた。終戦を迎えると、マッソンはフランスに戻りエクス＝アン＝プロヴァンスに移住、そこで風景画などを多く残した。
1987年、マッソンはパリで死去した。

## 家族、親戚
同じく画家のリリ・マッソン（1920年 - ）は娘、指揮者、作曲家のディエゴ・マッソン（1935年 - ）は息子である。また、義弟に哲学者、精神分析家のジャック・ラカンがいる。

## 代表的な作品
- オートマティックドローイング（1924年）
- 魚の戦い（1926年）
- グラディーヴァの変貌（1939年）
- アダムとイヴ（1971年）
- 眼球譚（1984年、ジョルジュ・バタイユの著書。マッソンが挿絵を担当）
- レダと白鳥（1987年）